# Méhely patkósdenevér
A  Méhely patkósdenevér (Rhinolophus mehelyi) az emlősök (Mammalia) osztályának a denevérek (Chiroptera) rendjébe, a kis denevérek (Microchiroptera) alrendjébe,  ezen belül a patkósdenevérek (Rhinolophidae) családjába tartozó faj.
Nevét a magyar Méhely Lajos zoológus tiszteletére kapta.

## Elterjedése
Sok helyen megtalálható, Romániában a Duna környékén, Franciaország-, Spanyolország déli részén, Olaszország délkeleti részén, Bulgária keleti részén, valamint Horvátország, Korzika, Szicília, Szardínia, Görögország, Kis-Ázsia, Irán, Kaukázus és a Dinári-hegység, de reliktum faj, viszonylag elszigetelt állományai ismertek.
Magyarországon nem tudunk előfordulásáról, de nem zárható ki jelenléte a déli vidékről, különösen a bánsági barlangokból.

## Életmódja
Melegkedvelő, kolóniái télen és nyáron is kizárólag karsztvidéki barlangokban, általában 700 méter tengerszint feletti magasság alatt, vizek közelében találhatóak meg.  
Gyakran más patkósdenevérek, és simaorrú denevérek társaságában fordul elő. Alvás közben szabadon függeszkedik, társaival soha nem érintkezik, testét teljesen betakarja szárnyaival.
Vadászni elsősorban nyílt területeken szeret. Vizek-, pázsitok-, legelők-, sztyeppék felett, de fák, bokrok között is lassan, de nagyon ügyesen repül.
Túlnyomórészt éjszakai lepkéket eszik, de ez szezonálisan változhat, más repülő rovarokkal kiegészítve. 
A legmagasabb feljegyzett életkor 12 év.
Ökológiájáról nem sokat tudunk, de vélhetően nem vonul nagy távolságokra. A legnagyobb lemért megtett távolsága 90 km volt.

## Megjelenése

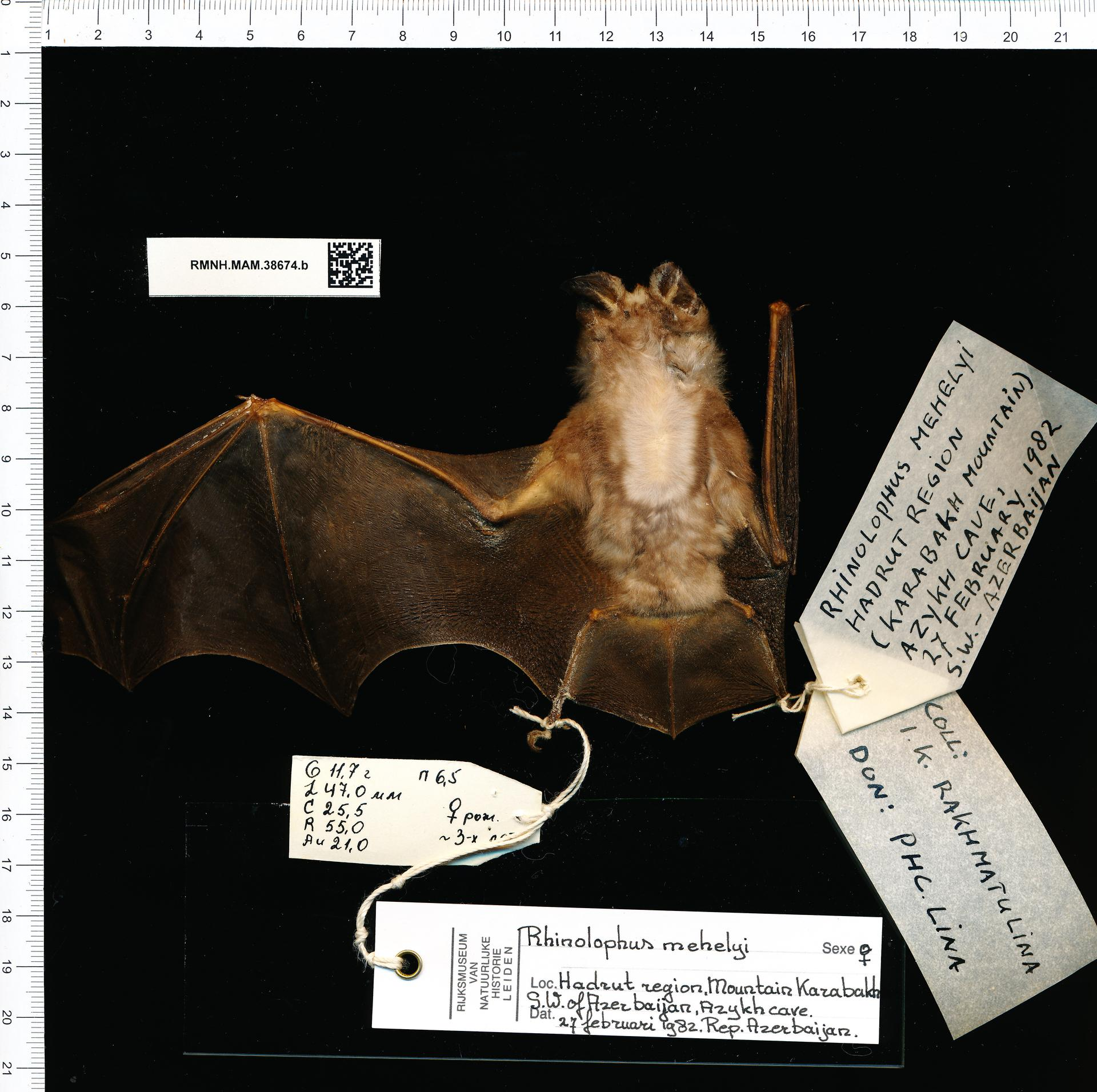

Testhossza 55-64 mm, farokhossza 24-29 mm, alkarhossza 50-55 mm, fülhossza 18-23 mm, testsúlya 10-18 g. 
Ultrahangja állandó frekvenciájú, tartománya 104–111 kHz. 
Közeli rokonságban áll a kereknyergű patkósdenevérrel, de jóval nagyobb és testesebb annál.
Bundája sűrű, többféle árnyalatban előforduló barna vagy szürkésbarna, a hasi oldal világos, szinte fehér színű.  Felnőtt egyedeknél a fülek tövénél  és a szemek körül a szőr színe sötétbarna. A speciális orrfüggelékénél a nyereg lekerekített, felső karéja csak kicsivel hosszabb, mint az alsó, a lándzsa hirtelen elkeskenyedik, majd egy vékony nyúlványban ér végét. A patkó széles, hússzínű. A vitorla és a fül barnásszürke.  A szárnyak szélesek, kerek végűek. A negyedik ujj második ujjperce, az első ujjpercnél kétszer hosszabb. Fogazata erőteljes.

## Szaporodása
Egyetlen utódját július második felében hozza a világra.

## Védelme
Állományuk mindenhol egyre csökken, a zavarás, az élőhelyének beszűkülése  és a gyűjtésük miatt. Számos Európai országban kipusztultak. Védelmükre rendeletekben korlátozzák az általuk szálláshelyül használt barlangok látogatását, valamint a környéken zavarólag ható tevékenységeket.

### Rendeletek
Nemzetközi szabályozás: Bern (App. II), Bonn (App. II) EU Élőhely és Fajvédelmi direktíva (Ann. II & IV.)
Hazai szabályozás: 
- 13/2001. (V. 9.) KöM rendelet 8. melléklete szerint: Az Európai Közösségben természetvédelmi szempontból jelentős faj
- 275/2004. (X.8.) Korm. rendelet 2. A) melléklete szerint: Közösségi jelentőségű állatfaj[6][7][8]